# Comuna Nîvociîn, Bohorodceanî
Nîvociîn (în ucraineană Нивочин) este o comună în raionul Bohorodceanî, regiunea Ivano-Frankivsk, Ucraina, formată din satele Hrînivka, Lesivka și Nîvociîn (reședința).

## Demografie
Componența lingvistică a comunei Nîvociîn
     Ucraineană (99,94%)
     Alte limbi (0,06%)
Conform recensământului din 2001, majoritatea populației comunei Nîvociîn era vorbitoare de ucraineană (99,94%), existând în minoritate și vorbitori de alte limbi.